# 広島丸
広島丸（ひろしままる）は、文部科学省(就航時は、文部省　現在は、高等専門学校機構所有)が所有し、広島商船高等専門学校が使用する練習船である。
2021年現在、運航しているものは、広島丸としては4世である。

## 概要
IHI呉第一工場で建造され1997年1月20日に就航した。大崎上島町を定係地としている。
航海実習、研究航海、小中学生を対象とする公開講座、体験航海などを実施している。各種競技に参加する学生を搬送し、宿泊施設として使用する場合がある。

## 略歴
広島丸（初代）
広島丸（2世）
広島丸（3世）1970年3月～1996年12月
広島丸（4世）
- 起工　1996年5月24日
- 進水　1996年11月7日
- 命名　1996年11月7日
- 就航　1997年1月20日 竣工[3]

## エピソード
- 広島丸（3世）は、1995年1月17日に発生した阪神・淡路大震災において神戸商船大学へ寄港して、海上支援拠点として1月24日から2月3日までの11日間に活動した[5]。